# Jana Kramer (álbum)
Jana Kramer es el álbum debut de la actriz estadounidense y cantante de country Jana Kramer. Lanzado el 5 de junio del 2012 por Elektra Récords. El álbum fue producido por Scott Hendricks. Su primer sencillo, "Why You Wanna", fue lanzado en enero del 2012. También incluye los sencillos digitales lanzados anteriormente "Whiskey", "What I Love About Your Love" y "I Won't Give Up" como bonus track digital.

## Lista de canciones
| CD  |                               |          |  |
| N.º | Título                        | Duración |  |
| 1.  | «Good Time Comin' On»         | 3:25     |  |
| 2.  | «I Hope It Rains»             | 3:07     |  |
| 3.  | «Why Ya Wanna»                | 3:41     |  |
| 4.  | «Goodbye California»          | 3:58     |  |
| 5.  | «Whiskey»                     | 3:36     |  |
| 6.  | «Over You by Now»             | 3:59     |  |
| 7.  | «One of the Boys»             | 2:49     |  |
| 8.  | «What I Love About Your Love» | 2:58     |  |
| 9.  | «When You're Lonely»          | 3:31     |  |
| 10. | «King of Apology»             | 2:50     |  |
| 11. | «Good as You Were Bad»        | 3:37     |  |

| Amazon MP3 y iTunes Store bonus track |                   |          |  |
| N.º                                   | Título            | Duración |  |
| 12.                                   | «I Won't Give Up» | 3:18     |  |

- Datos: Q1392284